# Pseudophilautus extirpo
Philautus extirpo es una especie extinta de rana que habitaba en Sri Lanka.